# Tsuri-komi-goshi
Lo Tsuri-komi-goshi (letteralmente Pescare"tsuri" sotto"komi" con l'anca "goshi") è la tecnica numero 12 del Gokyo, fa parte delle tecniche di anca. Molto utilizzata nelle moderne competizioni (soprattutto nella variante Sode-Tsurikomi-Goshi) è inserita nel Gokyo sin dalla prima edizione.

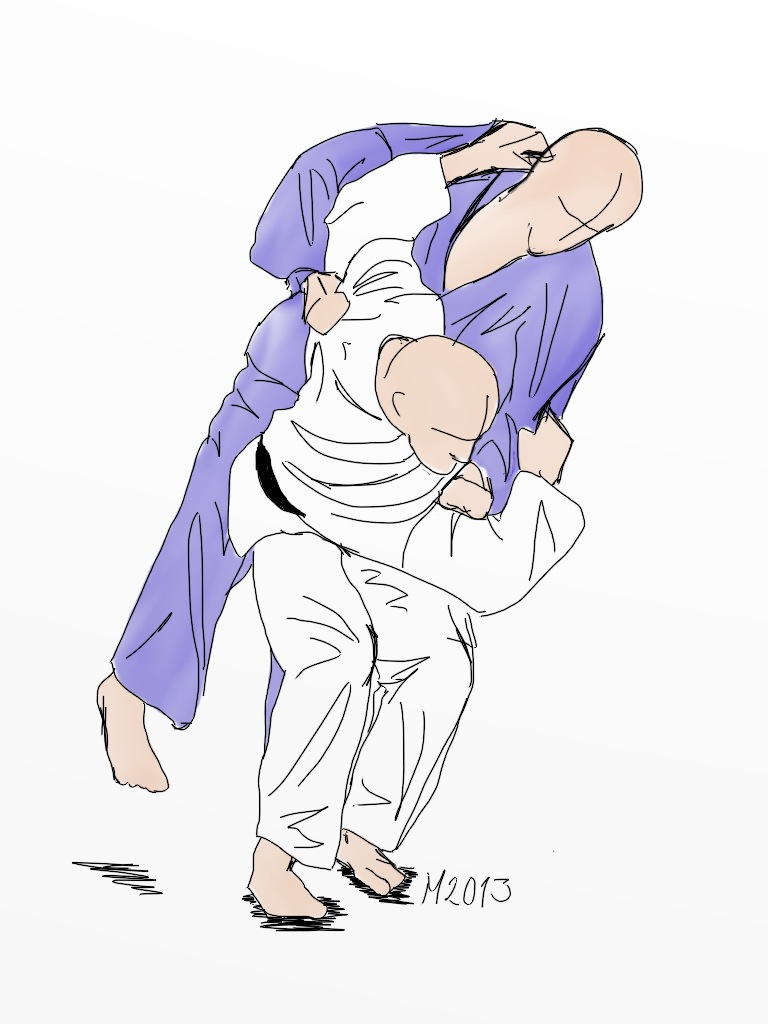
Tsuri-komi-goshi

## Esecuzione
Situazione ideale per l'esecuzione della tecnica è quando Uke ha il corpo inclinato in avanti con le gambe larghe. La posizione di colui che attacca è simile all'O-Goshi, ma la mano in questo caso spinge “lontano”. Con la mano destra, infatti, Tori dovrà afferrare il bavero sinistro di colui che subisce la tecnica, spingendo in alto ed in avanti a sinistra. Il polso non deve essere piegato e l'avambraccio deve totalmente essere a contatto con il corpo di Uke. Tori con una flessione in avanti, sfruttando il baricentro all'altezza delle anche, provoca la caduta in avanti del compagno. Durante la fase in cui Tori si china in avanti, il piede sinistro viene portato indietro, all'altezza del destro.

## Successioni, contraccolpi e varianti
Possibili successioni sono il Sode-jkigoshi e il Ko-uchi-gari. I contraccolpi usati generalmente sono tecniche all'indietro come Ushiro-goshi o Utsuri-goshi.